# Henry Kaiser
Henry Kaiser (Oakland, Califórnia, 19 de setembro de 1952) é um musicista, guitarrista, compositor e cineasta norte-americano. Como reconhecimento, foi nomeado ao Oscar 2009 na categoria de Melhor Documentário em Longa-metragem por Encounters at the End of the World.